# Deshumanització
La deshumanització, en el seu sentit comú, correspon a l'acció de deshumanitzar, és a dir, fer perdre el càracter humà. En el camp de la psicologia social, aquest concepte fa referència al procés psicològic pel qual un individu, o un grup d'individus, percep i tracta els altres éssers humans com a inferiors a la raça humana, sent només parcialment humans o fins i tot no humans. Aquest concepte va aparèixer relativament tard en el panorama de la investigació científica. Herbert C. Kelman i Ervin Staub van ser els primers que s'hi van interessar sistemàticament des de la segona meitat dels anys setanta.

## Teories de la deshumanització
En psicologia social, les primeres teoritzacions sobre la deshumanització van abordar-la principalment des de la perspectiva de la legitimació de la violència, l'exclusió, el distanciament moral i els valors, centrant-se en la seva major part en la negació de les víctimes durant els conflictes intergrupals com els genocidis. Els treballs primerencs tenen en comú el fet de considerar la deshumanització a través de contextos d'agressió, en relació amb la violència (com a causa o conseqüència), d'interessar-se per les motivacions personals i socials així com per la funció que aquest procés pot tenir en aquests diferents nivells.
Les teories més recents han posat de manifest, per la seva banda, que el procés de deshumanització és molt més comú del que es pensava. De fet, aquest fenomen també es pot manifestar en determinats contextos de la vida quotidiana, com l'àmbit de l'atenció mèdica o la diferència de gènere. Amb la teoria de la infrahumanització de Jacques-Philippe Leyens i altres investigadors associats sorgeix la idea que la deshumanització també pot adoptar una forma més subtil del que van suggerir els primers estudis. Es pot expressar, per exemple, a través de la negació de l'existència d'emocions secundàries en determinats individus. Nick Haslam, per la seva banda, va intentar definir el concepte d'«humanitat» per tal d'explicar les bases de les dues formes de deshumanització que conceptualitza: la forma animal i la forma mecanicista.

### Deshumanització de les víctimes
El 1973, a través d'un article sobre les reflexions de Hannah Arendt sobre la «banalitat del mal», Herbert Kelman és un dels primers psicòlegs socials interessats en la deshumanització. Més concretament, s'interessa per les fonts de la violència de masses organitzada i institucionalitzada, com ara els genocidis perpetrats en contextos de guerres internacionals i civils, lluites revolucionàries, conflictes colonials i ètnics, així com els canvis polítics. Així, pretén entendre què pot, psicològicament i socialment, fer possibles aquests actes. Investigant els factors que poden reduir la capacitat moralque permet prevenir les massacres d'altres éssers humans, rebutja la idea que es deu a disposicions psicològiques individuals al sadisme per manca d'evidència científica. Més aviat, basa les seves reflexions en la idea d'una manca de restriccions morals davant la violència, presentant i desenvolupant tres processos psicosocials intercorrelacionats: autorització, establiment de rutines i deshumanització.
Segons Kelman, l'autorització correspon a una legitimació d'accions realitzades arran d'una obligació d'obeir ordres. Per tant, determinades situacions autoritzen l'individu a no aplicar els seus estàndards morals permetent-li no sentir-se responsable de les conseqüències de la seva obediència. Aquesta idea, segons la qual l'individu no seria responsable de les seves accions, no considerant-se en la posició d'un agent actiu, ja que simplement executaria els desitjos del poder legítim, és coherent amb els resultats de la investigació de Stanley Milgram sobre la submissió a l'autoritat. Paral·lelament a aquest primer procés, l'establiment de rutines i procediments també permetria reduir les possibles resistències, ja que l'organització de les conductes a dur a terme pot distreure l'individu de qüestions de caràcter moral. A més, establir procediments pot ajudar a legitimar i estandarditzar les accions. Finalment, la deshumanització de les víctimes permetria a l'individu no haver d'aplicar els seus principis morals contra l'assassinat. De fet, si les persones amb qui es troba enfrontat es veuen excloses de la humanitat i privades d'una part de (o tota) la seva identitat, això significa que els principis i valors que solen aplicar-se als éssers humans, com l'empatia i la compassió, no s'apliquen. La deshumanització dels enemics estaria, doncs, molt estesa en temps de guerra, així com cap als grups racials, religiosos, ètnics o polítics amb una història diferent a la del grup dominant. Kelman també esmenta la deshumanització dels perseguidors, al costat de la de les víctimes. Aquest procés de deshumanització seria progressiu i es traduiria en una pèrdua de la capacitat d'actuar com a ésser moral per el no qüestionament de l'obediència i l'execució de rutines. Els perseguidors semblarien alienats, tornant-se incapaços de distanciar-se de les tasques que han de complir.

### Orígens del «mal»
En la mateixa lògica que la de Kelman, i més o menys a la mateixa època, Ervin Staub es va preguntar sobre els orígens del que ell anomena «el mal» . Amb aquest terme, amb una connotació religiosa, designa un determinat tipus d'accions dolentes que provoquen aversió en l'ésser humà. Més concretament, es tracta d'actes de violència (individuals o col·lectius) dirigits a perjudicar o fins i tot ferir els altres. Segons Staub, la violència col·lectiva correspon a un procés evolutiu originat en la frustració de necessitats humanes primàries com ara les necessitats de seguretat, identitat positiva, control i comprensió del món que ens envolta i autonomia. Aquesta violència sorgiria més fàcilment quan les condicions de subsistència es tornen difícils dins d'una societat per problemes econòmics, conflictes polítics o fins i tot canvis socials significatius.
Així, en aquests temps difícils, els individus buscarien identificar un enemic que es podria considerar un obstacle per a la satisfacció d'aquestes necessitats primàries, o fins i tot el responsable de la seva frustració. Aleshores, la violència contra aquest grup esdevé acceptable: la idea que el subjecte deshumanitzat és responsable de la frustració de les necessitats pot provocar que els individus, les normes socials, les institucions i la cultura canviïn a favor d'acceptar l'ús de més violència. És en aquest moment en què intervindria el procés de deshumanització basat en la depreciació dels enemics tornats en víctimes. Aleshores les víctimes són considerades menys que humanes, justificant així que els valors morals oposats a l'atac i l'assassinat ja no s'apliquin. Per tant, la protecció de la puresa, la vida, el benestar propi o fins i tot el desig de crear una societat millor agafen prioritat sobre els valors del respecte a la humanitat.

### Distanciament moral
Pel que fa al psicòleg Albert Bandura, ell es va interessar per la deshumanització com a part dels seus estudis sobre el distanciament moral. En un article de 1999 , desenvolupa la idea segons la qual l'exercici de la moral pren dos vessants: la inhibició i «proacció» . El primer aspecte permetria als éssers humans moderar el seu comportament potencialment inhumà pel que fa als seus estàndards morals, mentre que el segon els impulsaria a actuar de manera humana, és a dir, d'acord amb aquests mateixos estàndards. Tanmateix, si els éssers humans han après i integrat els estàndards morals de la seva cultura seguint les demandes externes i les sancions socials trobades durant el seu desenvolupament i socialització, encara és possible que esquivin la seva autocensura moral mitjançant maniobres tant socials com psicològiques. Així, Bandura defineix vuit tipus de maniobres que permeten el distanciament moral i que, per tant, poden conduir a la realització d'accions inhumanes: justificació moral, etiquetatge eufemístic, comparació avantatjosa, desplaçament de responsabilitat, difusió de responsabilitat, menyspreu o distorsió de les conseqüències, deshumanització i atribució de culpa.

## Tipus

### Deshumanització animal
La deshumanització animal fa referència a considerar un individu com un animal eliminant atributs específics d'un ésser humà, com la intel·ligència, la capacitat moral, la cultura, l'autocontrol o fins i tot la rudesa. Així, el comportament del subjecte deshumanitzat seria percebut com a menys racional que els altres, més guiat per instints i desitjos. Aquesta negació de les característiques humanes d'un individu pot ocórrer dins de les relacions interpersonals, així com entre grups, després de la violació de normes comunes per exemple, i condueix a distingir els individus en dues categories: persones i animals. Aquesta és una distinció vertical: els «infrahumans» són considerats inferiors en l'escala de l'evolució o desenvolupament. Aquest procés pot anar acompanyat d'humiliació i degradació. Sovint es troba en el context de conflictes ètnics. Les diferències intergrupals es perceben com més importants a mesura que els límits intergrupals són impermeables.

### Deshumanització mecanicista
En el procés de deshumanització mecanicista, l'individu o grup és tractat com un objecte. La percepció dels altres pot englobar llavors nocions d'immaduresa, fredor o passivitat. La individualitat de l'altre és qüestionada i aquest últim és percebut com a intercanviable. Així, l'èmfasi es posa en les facetes superficials de l'individu o del grup. En aquest procés sorgeix una dicotomia amb les persones d'una banda i les màquines de l'altra. Aquest procés sovint va acompanyat de comportaments d'indiferència i de manca d'empatia cap a les persones víctimes d'aquest tipus de deshumanització. La comparació aquí és horitzontal amb als extrems humans i «no humans». Aquesta forma de deshumanització es pot trobar sobretot en els camps de la medicina i la tecnologia.

### Infrahumanització
La infrahumanització, que es pot considerar com una variant més subtil de la deshumanització teoritzada per Haslam, ha estat estudiada i teoritzada per Leyens i investigadors associats. Descriuen la infrahumanització com un procés actitudinal en què l' atribució de característiques depèn del grup al qual pertanyen els individus: als membres del grup propi se'ls atribueixen característiques típicament humanes, mentre que als membres dels grups externs se'ls atribueixen menys característiques humanes. Així, el grup propi representaria l'essència de la humanitat mentre que l'exterior posseeix trets d'animalització.
L'aparició d'un estatus de grup dominant i els conflictes intergrupals no són una condició necessària per a l'aparició de la deshumanització. Cortes i investigadors associats també han assenyalat que els millors predictors del procés d'infrahumanització són la rellevància de l'exogrup en la relació amb l'ingroup, el seu nivell d'interdependència i una certa sensació d'amenaça.

## Factors

### Processos psicosocials
La categorització social, que correspon a la classificació d'individus i grups dins de categories, porta a la divisió de la humanitat. Més precisament, aquest procés al qual tothom és subjecte permet dividir el món en dues grans categories: «nosaltres» contra «ells». Aquesta separació pot crear alteritat per a tot un grup d'individus, considerats estrangers. Així, és més fàcil deshumanitzar les persones que semblen estrangeres en comparació amb les persones conegudes.

### Contextos socials
En l'època contemporània, tot un seguit de situacions poden conduir a la compartimentació dels individus, que es troben més confinats en el seu àmbit privat. Així mateix, determinats contextos fan determinats espais de la vida social impersonals. Fenòmens com la burocratització, l'automatització, la urbanització i la mobilitat geogràfica poden crear un entorn favorable per al distanciament de les persones, o fins i tot la deshumanització.
Més concretament, les condicions concretes de vida que experimenten els individus també poden tenir un efecte en la deshumanització. Quan les condicions de vida es tornen dures, els mitjans de vida de les persones ja no estan assegurats i les necessitats bàsiques ja no es poden satisfer, pot sorgir una ideologia més favorable a la violència. La deshumanització es pot produir a mesura que la situació evoluciona i augmenta la violència col·lectiva.

### El conflicte intergrupal i el perdó
La investigació de N. R. Branscombe i B. Doosje, així com el treball de E. Castano i R. Giner-Sorolla han indicat que la infrahumanització apareix en el propi grup respecte al grup extern tan sols amb que s'emfatitzi que el grup intern és responsableh històricament de la desgràcia d'un grup, per exemple en el cas d'extermini d'aquest últim. Fins i tot en el cas d'escenaris imaginaris, o molt després dels crims comesos contra el grup exterior, la infrahumanització apareix i serveix com a justificació dels fets comesos. En canvi, si el grup propi no és veu responsable del que va passar, apareixen poques actituds infrahumanitzadores.
Cairns i investigadors associats van argumentar que el «perdó» cap a l'altre grup és crucial per a l'harmonia intergrupal. Una actitud infrahumanitzadora prediu una baixa harmonia intergrupal. Per contra, com menys es produeixi el fenomen d'infrahumanització, més gran serà la voluntat de perdonar a l'altre grup. Això implica que el contacte entre grups és important: incideix en el fenomen de la infrahumanització, en la consideració de l'altre com a ésser humà i en el perdó en general. El fenomen de la infrahumanització té, doncs, conseqüències subtils però importants en el dia a dia, que poden comportar una reducció de les relacions harmonioses entre grups.

## Conseqüències
Les conseqüències de la deshumanització es poden dividir en quatre grups principals. En primer lloc, les percepcions deshumanitzadores d'individus o grups d'individus no només poden reduir la freqüència de comportaments prosocials sinó també augmentar la freqüència d'aparició de comportaments antisocials cap a ells. Aleshores, aquestes percepcions poden tenir implicacions pel que fa a l'avaluació moral dels individus víctimes d'aquest procés. Finalment, la deshumanització pot revelar certes conseqüències positives en diversos camps, especialment dins de l'entorn mèdic.

### Reducció de la conducta prosocial
Les percepcions deshumanitzadores dels individus poden estar associades amb una reducció de la tendència a respondre d'una manera prosocial. De fet, segons alguns investigadors, els individus responen més prosocialment a les persones que s'expressen en termes d'emocions secundàries (emocions considerades exclusivament humanes) perquè es perceben com a més humanes.
La deshumanització també pot reduir la freqüència de l'ajuda col·lectiva. Zebel i investigadors associats van demostrar que un grup victimitzat per atrocitats, però assimilat més al món animal que al món humà, es beneficia de menys suport i reparacions que un altre. A més, la deshumanització d'un grup de víctimes comporta una reducció de l'empatia cap a aquest. La deshumanització dels delinqüents sexuals també prediu una manca d'assistència pel que fa a la seva reinserció.
Finalment, cal destacar que el procés de deshumanització també pot reduir la presència de comportaments prosocials limitant el perdó intergrupal. Segons l'estudi de Tam i associats, els protestants i els catòlics del nord d'Irlanda eren menys propensos a perdonar la violència del passat en els casos en què s'infrahumanitzava l'altra comunitat. Aquest efecte era independent de la ira o l'actitud d'aquesta altra comunitat, cosa que suggereix que la deshumanització no és simplement l'epifenomen d'una avaluació negativa.

### Augment de la conducta antisocial
El vincle entre deshumanització, violència i agressió s'ha posat de relleu en els treballs de H. C. Kelman i E. Staub sobre guerres i genocidis, i en el de Bandura i associats establint que la deshumanització de les víctimes desinhibeix l'impuls de cometre accions violentes.
En primer lloc, la deshumanització s'associa a vegades a formes d'agressió que no estan vinculades a la provocació. Per exemple, Rudman i Mescher demostren que els homes que associen implícitament les dones amb animals o objectes tenen una major propensió a representar la violació i l'assetjament sexual.
Infrahumanitzar els criminals prediria una tendència cap a sentències dures, independentment de l'aspecte moral de l'acte, i una preferència cap a la justícia retributiva.
D'altra banda, s'han observat efectes similars en el món virtual; la deshumanització dels oponents, i d'un mateix, es pot trobar entre els jugadors de videojocs violentss segons Bastian i associats. La tendència a la deshumanització que provoquen aquests jocs pot augmentar els comportaments agressius en la vida quotidiana. Això pot ser degut en part als efectes dels videojocs violents sobre l'agressivitat general.

### Conseqüències per al judici moral
Una altra possible conseqüència de les percepcions deshumanitzadores, segons S. Opotow, és l'atribució d'una moral inferior als individus. Segons B. Bastian i associats, els individus percebuts com a mancats de trets clarament humans (deshumanització animal) es consideren menys culpables i punibles en casos de comportament immoral. Això pot semblar que entra en conflicte amb l'observació que les persones deshumanitzades sovint són objectiu d'un tractament punitiu. Una possible explicació d'aquesta paradoxa és el fet que ser punitiu no es guia per la percepció que l'autor de l'acte n'és moralment responsable sinó més per la seva perillositat percebuda o per l'amenaça que representa. El tractament coercitiu és necessari precisament perquè no són susceptibles a la raó ni capaços d'autocontrolar-se.

### Conseqüències funcionals
En el món mèdic, la deshumanització pot presentar, contra totes les expectatives, certs aspectes funcionals. De fet, segons Lammer i Stapel , sota determinades condicions, la deshumanització mèdica pot ser beneficiosa per als pacients. Així, durant el seu experiment, els participants que van deshumanitzar el seu pacient fictici van recomanar un tractament més dolorós que els altres però més eficaç. A més, els professionals sanitaris menys propensos a humanitzar el seu pacient fictici mostrarien menys símptomes d'esgotament.

## Resistència
En la literatura s'ha prestat relativament poca atenció a com es poden reduir les percepcions deshumanitzadores. Aquest problema és complex. En primer lloc, perquè moltes percepcions deshumanitzadores estan arrelades en estereotips i relacions intergrupals amb molta antiguitat. En segon lloc, aquestes percepcions són sovint inconscients i automàtiques. En tercer lloc, les percepcions deshumanitzadores sovint es veuen reforçades per fortes motivacions i biaixos; poden protegir la identitat intragrup, poden ser un objectiu en moviment a través del qual la gent jutja la humanitat dels altres independentment del que distingeix el seu grup dels altres, i, finalment, els individus tendeixen a resistir la informació que canvia els seus hàbits.
Una manera de reduir la deshumanització és promoure una identitat comuna i subratllar així les similituds i el destí comú dels diferents subgrups. No obstant això, alguns autors aconsellen una certa precaució sobre la intenció de destacar la identitat humana. De fet, els grups que han fet mal als altres podrien utilitzar aquestes nocions d'humanitat compartida per desviar la seva responsabilitat i culpa col·lectiva i esperar un perdó inmerescut. A més, la consciència d'una humanitat comuna podria reduir l'empatia pels grups victimitzats i tenir l'efecte contrari al previst.
A més, altres estudis han demostrat mètodes alternatius a la identitat comuna per reduir la deshumanització, com ara emfatitzar les similituds entre humans i animals o fer més categoritzacions múltiples. Així, respecte a aquesta darrera idea, s'ha demostrat que la categorització múltiple de les persones negres (diverses categories en funció d'edat, gènere, religió, etc.). va alleujar les percepcions deshumanitzadores a Itàlia.
El cert és que la literatura sobre el tema de la deshumanització presenta una manca general d'aquest tipus d'investigacions experimentals sobre com resistir-s'hi.